# Капелла Волхвов
Капелла Волхвов (итал. Cappella dei Magi) —  капелла в палаццо Медичи-Риккарди (Флоренция), расписанная художником Беноццо Гоццоли в 1461 году на сюжет прибытия волхвов в Вифлеем, в образе которых изображены члены семьи Медичи и многие их современники.

## Архитектура и композиция росписей
Это небольшая по размерам комната на первом этаже дворца была построена в 1459 году в качестве семейной капеллы. Стены капеллы сверху донизу покрывают росписи, создающие ощущение сказки, «золотого века» какой-то фантастической страны, образ которой можно найти в поэзии флорентийского кружка Медичи. Письма свидетельствуют, что художник беспрекословно повиновался воле заказчика, Пьеро Медичи. Роспись покрывает все стены сплошным ковром, она задумывалась не как цикл фресок, а как единая декорация, непрерывно развёртывающаяся по стенам капеллы.
Фрески прекрасно согласуются с архитектурной отделкой — работой Микелоццо. Коринфские пилястры из серого песчаника, которые обрамляют апсиду, позолочены. Вызолочен и деревянный кессонированный потолок с резьбой, раскрашенный в белое, синее и красное. Пол выложен узорами из мрамора. Спинки деревянных скамей выполнены по рисунку Джулиано да Сангалло (ок. 1465). На северной стене находится апсида с алтарной картиной «Рождество» (Natività) работы фра Филиппо Липпи (Мария, поклоняющаяся Младенцу с Иоанном Крестителем и Бернардином Сиенским — патронами дома Медичи; копия, оригинал в галерее Уффици). Прямо над ней Беноццо написал символы четырёх евангелистов (сохранились два), а на боковых стенах апсиды — ангелы, поющие славу Новорожденному. Три другие стены маленькой капеллы занимает изображение праздничной процессии, кавалькады всадников.

## Фресковый цикл
Евангельский сюжет служит предлогом для представления целой серии семейных портретов и портретов политических деятелей того времени. Предполагают, что конкретным «сценарием» росписи послужили рождественские гимны, сочиненные заказчицей капеллы Лукрецией Торнабуони, супругой Пьеро, сына Козимо Медичи Старого. Известно, что ещё в 1390 году во Флоренции было создано религиозное «Братство волхвов» (итал. Compagnia de'Magi) в день Епифании (6 января) братство устраивало уличные шествия костюмированных всадников, изображавших волхвов со свитой, достигавшей семисот человек! Во время шествия слуги несли живописные декорации или картины с изображениями мест действия священной истории. В таком шествии в 1454 году принимал участие Козимо Медичи Старый.
В 1439 году на флорентийцев произвели впечатление необычные наряды участников Ферраро-Флорентийского церковного собора (в 1439—1442 годах заседания собора проходили во Флоренции). Собор был созван папой Евгением IV и утверждён византийским императором Иоанном VIII Палеологом. На Соборе присутствовал также Константинопольский патриарх Иосиф II, полномочные представители Патриархов Александрийского, Антиохийского и Иерусалимского, митрополиты Молдовлахии, митрополит Киевский и всея Руси Исидор и многие другие. Жителей Флоренции удивляли одеяния восточных патриархов и византийского императора в царственном наряде, в свите которого были монголы и мавры.

Мадонна пастухов и поклонение ангелов:

1. Пастухи. 2. Ангелы. 3. «Рождество» Филиппо Липпи. 4. Ангелы. 5. Пастухи
| Западная стена           | Южная стена               | Восточная стена           |
| ------------------------ | ------------------------- | ------------------------- |
|                          |                           |                           |
| Процессия Старого короля | Процессия Среднего короля | Процессия Молодого короля |

Беноццо Гоццоли изобразил именно такое праздничное костюмированное шествие на фоне тосканских холмов. Три стены капеллы опоясывает непрерывная фреска, изображающая нескончаемое многолюдное шествие, возглавляемое тремя волхвами. Вифлеемская звезда, которая указывает им путь, изображена прямо на потолке капеллы. Вместо традиционной темы Поклонения с принесением даров, художник выбрал более редкую тему — их путешествия, которая здесь приняла форму триумфальной процессии, своей роскошью и шумной светскостью контрастирующей с мистической задушевностью образов в алтаре. Легенда предстает здесь как торжественная литургия с пышным славословием заказчикам — семье Медичи и их родной земле. Райские кущи, населенные ангелами — это стилизованные мотивы тосканского пейзажа окрест Флоренции. 
Навстречу посетителю, когда он входит в капеллу, справа от края стены движется длинный кортеж, извиваясь змеёй сверху вниз, из глубины на передний край. В процессию включено не менее 150 фигур. Процессия началом и концом смыкается у алтаря, уходя своими краями из поля зрения и образуя как бы непрерывное кольцо. Тесное пространство молельни иллюзорно раздвигается вширь пейзажными фонами. В пейзажах мелькают охотничьи сценки, отчего фреска отчасти напоминает сцену торжественного выезда двора на охоту. Многие лица легко узнаются. На одной стене капеллы показан один из волхвов (царей) Каспар в белом камзоле с золотым шитьем. Его фигура символизирует «восход» дома Медичи. За ним следуют герцоги Пьеро, Карло и Козимо Старый. Во втором ряду изображены мальчики Лоренцо (во главе шествия, в будущем Великолепный, в возрасте десяти лет) и его брат Джулиано (в возрасте шести лет). В глубине, среди свиты — автопортрет художника. Среди участников праздничного шествия Гоццоли изобразил себя (на его головном уборе написано: Opus Benotii — произведение Беноццо), своего учителя, живописца Фра Беато Анджелико, и многих известных людей своего времени, участников Флорентийского собора: императора Византии Иоанна VIII Палеолога в короне (предположительно: волхв Балтасар), патриарха Константинопольского Иосифа, герцога Малатеста, Сиджизмондо Пандольфо Сиджисмондо Малатесту. На дальнем плане видны сцены охоты. Всю композицию трактуют как сложную аллегорию возрастов человека, разных частей земли, поколений семьи Медичи и геральдических цветов (белый, зеленый, красный).

### Персонажи шествия
|  | Во главе процессии скачет молодой волхв в окружении пажей (Лоренцо Великолепный). |
|  | Затем, впереди кавалькальды — Пьеро Медичи, сбруя его белого коня украшена фамильными эмблемами и девизом «Semper» (всегда). Опознается при сопоставлении лица изображенного с портретным бюстом работы Мино да Фьезоле Считается, что рядом с ним изображен его брат Джованни Медичи или же отец Козимо Медичи.                      |
|  | В толпе изображен человек, на шапке которого написано Opus Benotii — автопортрет художника. Считается, что в группе портретов есть также изображения Витторино да Фельтре, Марсилио Фичино, Филиппо Строцци и Никкола да Уццано, однако опознать их невозможно.                                                                       |
|  | Возможно, изображены сын миланского герцога Галеаццо Мария Сфорца и Сиджизмондо Малатеста, правитель Римини |
|  | Второй волхв, согласно популярной атрибуции — византийский император Иоанн VIII Палеолог, который вместе с патриархом жил во Флоренции за 20 лет до создания фресок, когда там проходил Флорентийский собор (1439). С этим соглашаются не все, так как этот волхв совсем не похож на облик императора, известный по медали Пизанелло. |
|  | Три пажа за спиной второго волхва — возможно, одетые в мужские костюмы сестры Лоренцо — Бьянка, Наннина и Мария. Образы так идеализированы и неиндивидуальны, что утверждать этого точно нельзя. |
|  | Юноша с гепардом за спиной, возможно, Джулиано Медичи |
|  | Считается, что это константинопольский патриарх Иосиф |